# 파스칼보름
파스칼보름(Paschal full moon)이란 니케아 공의회가 있었던 325년 당시 춘분이었던 3월 21일 이후 첫 보름을 가리킨다.